# Pseudoromicia rendalli
Pseudoromicia rendalli és una espècie de ratpenat de la família dels vespertiliònids. Viu a Benín, Botswana, Burkina Faso, el Camerun, la República Centreafricana, el Txad, el Congo, la República Democràtica del Congo, Gàmbia, Ghana, Kenya, Malawi, Mali, Moçambic, Niger, Nigèria, Ruanda, el Senegal, Sierra Leone, Somàlia, Sud-àfrica, el Sudan, el Sudan del Sud, Tanzània, Togo, Uganda i Zàmbia. Els seus hàbitats naturals són les sabanes seques i humides, els matollars tropicals secs i humits, i zones desforestades que anteriorment albergaven boscos tropicals humits de plana. És una espècie en risc mínim, és a dir, no sembla que hi hagi cap amenaça significativa per a la seva supervivència.
El nom específic rendalli li fou donat en honor del zoòleg Percy Rendall, conegut especialment pel seu treball ictiològic.